# Naturalezas (escultura)
La escultura urbana conocida por el nombre Naturalezas, ubicada en el Campo San Francisco de Oviedo, en la ciudad de Oviedo, Principado de Asturias, España, es una de las más de un centenar que adornan las calles de la mencionada ciudad española.
El paisaje urbano de esta ciudad,  se ve adornado por  obras escultóricas, generalmente monumentos conmemorativos dedicados a personajes de especial relevancia en un primer momento, y más puramente artísticas desde finales del siglo XX.
La escultura, hecha en piedra, obtenida  de la cantera “El Fresno”,  es obra de Benjamín Menéndez Navarro, y está datada en 2006.
Puede contemplarse la misma junto al estanque de los ánades del mencionado Campo de San Francisco. Se trata de una escultura urbana encargada por el Área de Mantenimiento del Ayuntamiento de Oviedo y consiste en un medio arco formado por siete dovelas, que consigue sostener y al tiempo completar, la inclinación que de forma natural presentaba un árbol, que caía sobre el camino destinado a los paseantes del jardín.
La escultura tal y como está concebida, permite no tan solo dar un sentido más artístico al propio de la naturaleza, sino convertirse, desde un juego para niños a un valioso señuelo para ser detectado por personas invidentes, es por ello que su propio autor considera que: «La pieza tiene muchos juegos. Aparte de la poesía de los dos elementos —la naturaleza en estado puro y la piedra— es una intervención: sirve de juego para los niños y de salvaobstáculos para los ciegos».
Esta obra es la  segunda intervención  del autor en este espacio, puesto que , con anterioridad,  en el año 2000 llevó a cabo la colocación de una pieza de acero como soporte para otro árbol inclinado que corría peligro de caerse.